# Mauro Matos
Mauro Matos (ur. 6 sierpnia 1982 w Castelli) – argentyński piłkarz występujący na pozycji napastnika.